# Libercourt

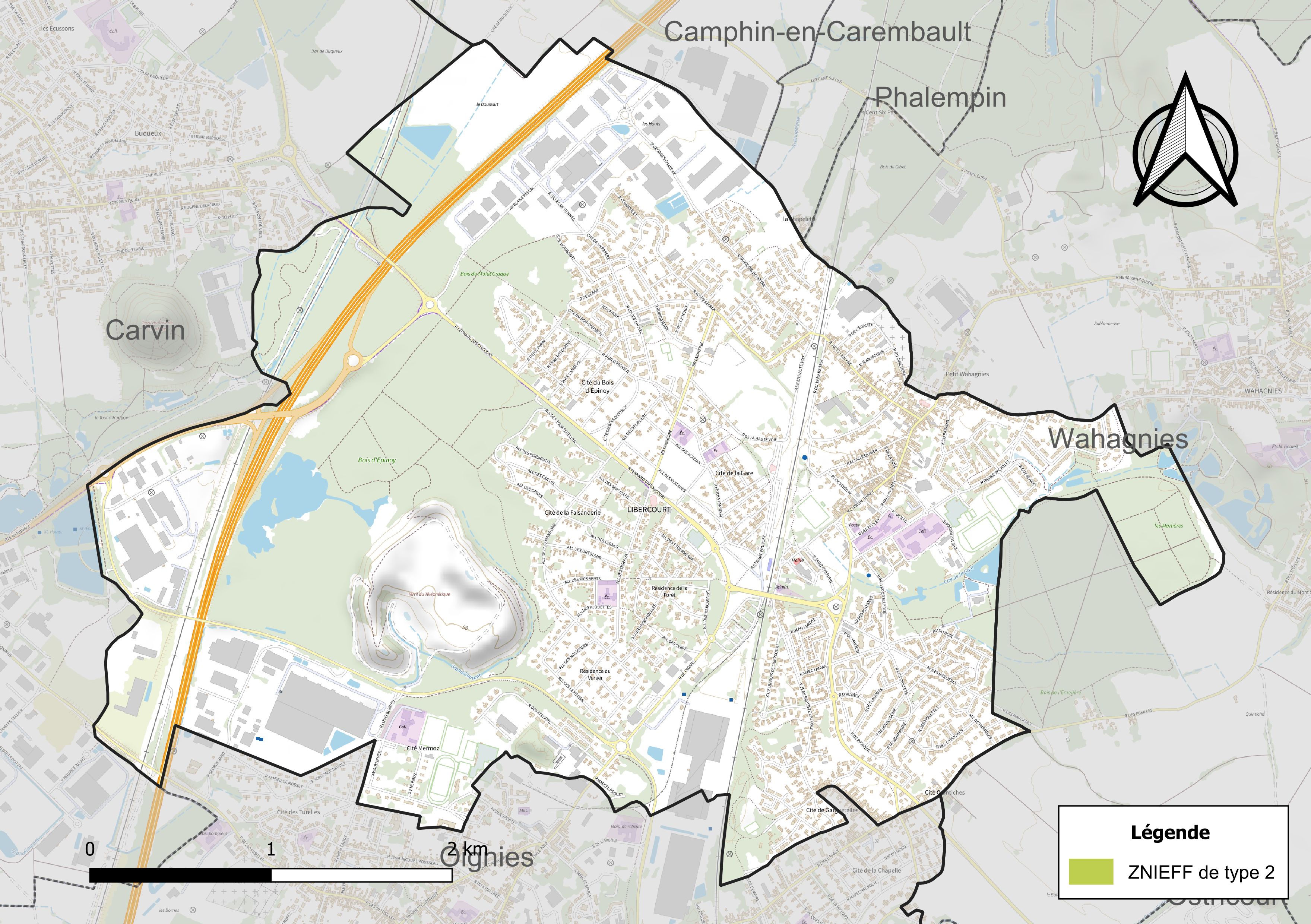
Franska kommunkartor

Libercourt är en kommun i departementet Pas-de-Calais i regionen Hauts-de-France i norra Frankrike. Kommunen ligger i kantonen Carvin som tillhör arrondissementet Lens. År 2022 hade Libercourt 8 047 invånare.

## Befolkningsutveckling
Antalet invånare i kommunen Libercourt
| Referens: INSEE |